# 足立区反社会的団体の規制に関する条例
足立区反社会的団体の規制に関する条例（あだちくはんしゃかいてきだんたいのきせいにかんするじょうれい）は、東京都足立区の条例。通称はアレフ規制条例（アレフきせいじょうれい）。

## 概説
無差別大量殺人行為を行った団体の規制に関する法律（団体規制法）の第5条第1項の規定に基づき、公安審査委員会から観察処分を受けた団体を「反社会的団体」と定義し、対象団体に対する規制を規定している。
反社会団体や構成員に対し、足立区内での活動や居住についての区長への報告義務を課し（5条）、立ち入り調査を含む調査権を行使できる（8条）と規定している。この他、住民に不安が生じた際の措置勧告、勧告に応じない場合の立ち退き命令、虚偽報告や報告の拒否、命令に従わない場合の過料も規定している。
2010年（平成22年）当時に団体規制法に基づいて、公安調査庁から観察処分を受けた団体は、オウム真理教及びその後継団体（Aleph）と分派団体（ひかりの輪）があるが（2017年に山田らの集団を分派集団と認定）、条例は足立区入谷に進出しているAlephを、事実上の対象としている。Alephの関連会社が足立区内のビルを購入し、新拠点とする動きを見せていたことが契機となった。2010年（平成22年）10月22日に足立区議会で成立し、即日施行された。

## 取消訴訟
構成員に被害をもたらす恐れがあるとして新施設整備の定期報告を拒否したAlephに対し、2011年（平成23年）3月7日に、足立区は同条例の罰則を初めて適用し、過料5万円の支払いを命じる決定をした。Alephは条例の適否を争う訴訟を起こした。
一審の東京地方裁判所では適法としてAlephの請求を棄却したが、2013年（平成25年）10月31日、二審の東京高等裁判所は「区はAlephの心配を解消する説明を尽くしていない」として、条例に基づく処分は違法として、過料5万円の支払いを取り消す判決を足立区に言い渡し、2014年（平成26年）5月9日に最高裁判所が上告を棄却して確定判決となった。